# Ronald Duncan
Ronald Frederick Henry Duncan (6. srpna 1914 Mashonaland – 3. června 1982) byl anglický spisovatel, básník a dramatik německého původu, známý svou básní The Horse a libretem pro operu Benjamina Brittena, Zneuctění Lukrécie. Opera byla poprvé uvedena v roce 1946.

## Životopis
Duncan se narodil v roce 1914 jako Ronald Frederick Henry Dunkelsbühler v Salisbury v Jižní Rhodesii (nyní Harare v Zimbabwe). Po vypuknutí první světové války přestěhovala jeho matka Ethel Cannon rodinu do Londýna. Jeho otec, Reginald Dunkelsbühler, byl kvůli německému původu internován. Zemřel při chřipkové epidemii v roce 1918, ještě dříve, než se mohl připojit k rodině.
Studoval na Downing College, Cambridge pod F. R. Leavisem. Během třicátých let se stal pacifistou a v roce 1936 publikoval knihu The Complete Pacifist. O rok později napsal slova pro pacifistický pochod Benjamina Brittena. Tato práce nebyla úspěšná a proto také brzy stažena. Ve stejném roce také navštívil Gándhího v Indii a od roku 1938 byl v přátelském vztahu s britským hispanistou Geraldem Brenanem. Během druhé světové války ho jeho pacifismus vedl k založení družstevního zemědělského podniku („Agricultural cooperative") ve vesničce Goosehamu v hrabství Cornwall a statku s hospodářskými zvířaty („Mead Farm") poblíž osady Welcombe ve hrabství Devon. Tato jeho činnost v roce 1943 selhala, avšak roku 1944 se Duncan před soudem úspěšně obhájil.
V jedné ze svých autobiografií tvrdil, že jeho otec byl nelegitimním synem posledního korunního prince Bavorska, Rupprechta a Julie Wertheimerové. Duncan a jeho partnerka Rose Marie Hansom se přestěhovali do Devonu v roce 1939 a vzali se v roce 1941. Hansom byla umělkyní, ilustrovala řadu svých děl. Byla z rodiny úspěšných architektů a inženýrů, včetně Josepha Hansoma, vynálezce patentovaného kočáru Hansom Cab, taženého koňmi. Měli spolu dceru Briony, která se stala úspěšnou sochařkou, a syna Rogera, který se stal právníkem.
Duncan zemřel v Bidefordské nemocnici v Barnstaple ve hrabství Devon v Anglii 3. června 1982.

## Literární dílo
V roce 1937 potkal amerického básníka Ezru Pounda, který ho vybídl k založení „malého časopisu“ Townsman, 1938–1945. Z 24 čísel vyšla čísla 21-24 (1944–45) jako The Scythe, titul, který signalizoval Duncanův rostoucí zájem o zemědělství a chov.
Byl také autorem povídek a novinářem. Napsal scénář filmu Dívka na motocyklu („Girl on a Motorcycle"), který režíroval Jack Cardiff, 1968) a hlavní role hráli Marianne Faithfull a Alain Delon. Poezii mu vydávalo nakladelství Faber and Faber v Londýně za ředitele T. S. Eliota, který se stal jeho přítelem.
Také byl horlivým jezdcem a chovatelem arabských koní na své farmě ve hrabství Devon. V roce 1960 vydal sbírku básní The Solitudes, kterou věnoval svému oblíbenému koni Dil Fareb.
V roce 1964 publikoval All Men are Islands, první ze série vzrušujících, ale někdy také sporných a protichůdných autobiografií. How to Make Enemies následovala v roce 1968, a Obsessed v roce 1977. Poslední kontroverzní autobiografie, Working with Britten: A Personal Memoir, se objevila v jeho vlastním Rebel Press v roce 1981 poté, co byla hlavními vydavateli odmítnuta.
V letech 1970 – 1974) pracoval na dlouhé básni o vědě, Man. Spolu s Mirandou Weston-Smith, vnučkou kosmologa Edwarda Arthura Milne, připravili roku 1978 k vydání sbírku esejí o předních vědcích, The Encyclopedia of Ignorance.

## Dramatické dílo
V letech 1942–43 pomáhal Brittenovi s poslední scénou opery Peter Grimes. V letech 1945–46 napsal celé libreto pro operu Zneuctění Lukrécie.
Duncanova hra This Way to the Tomb byla uvedena v divadle Mercury Theatre v Notting Hill Gate v roce 1945. Následovala jeho adaptace Cocteauovy L'aigle à deux têtes na The Eagle has Two Heads (1946). V americké produkci se objevili herečka Tallulah Bankhead a herec Marlon Brando.
V roce 1950 byl uveden Stratton. Our Lady's Tumbler byla předvedena v katedrále v Salisbury na Festivalu Británie 5. června 1951 před hrabětem a hraběnkou z Harewoodu.
Na začátku padesátých let (1950) přeložil a upravil řadu francouzských her, včetně The Apollo of Bellac od Jeana Giraudoux  a The Typewriter od Jeana Cocteau.
Don Juan byl poprvé uveden v roce 1953 a komedie The Death of Satan v roce 1954. Společnou produkci těchto dvou her představila v roce 1956 anglická divadelní společnost v Royal Court Theatre v režii George Devina.
V roce 1962 došlo ke sporu kvůli odmítnutí Lorda Chamberlaina povolit veřejné představení The Catalyst, hry o ménage à trois. Tyto veršované hry, hrané způsobem podle T. S. Eliota byly od poloviny šedesátých let (1960) méně populární.
Byl nápomocný při zakládání a pojmenování divadelní společnosti English Stage Company v londýnském divadle Royal Court Theatre, které bylo otevřeno v roce 1956.